# Medinilla versteegii
Medinilla versteegii är en tvåhjärtbladig växtart som beskrevs av Rudolf Mansfeld. Medinilla versteegii ingår i släktet Medinilla och familjen Melastomataceae. Inga underarter finns listade i Catalogue of Life.